# Liste over konceptalbummer
Dette er en liste over konceptalbummer, der er blevet produceret af bands eller solokunstere fra alle musikgenrer. I populærmusik er et konceptalbum et album der er "forenet af et tema, der kan være insturmentalt, kompositorisk, fortællemæssigt eller lyrisk." Den følgende liste indeholder albums, arrangeret efter kunster, med specifik reference på, at det kan betegnes som konceptalbum.

## 0–9
- 2nd Chapter of Acts – The Roar of Love (1980)[2]
- The 1975 – A Brief Inquiry into Online Relationships (2018)[3]

## A
- Ab-Soul – Control System (2012)[4]
- A Tribe Called Red – We Are the Halluci Nation (2016)[5]
- Acid Mothers Temple – St. Captain Freak Out & the Magic Bamboo Request (2002)[6]
- Aesop Rock – Labor Days (2001)[7]
- After Forever – Invisible Circles (2004)[8]
- Against Me! – Searching for a Former Clarity (2005)[9]
- Against Me! – Transgender Dysphoria Blues (2014)[10]
- Ahab – The Call of the Wretched Sea (2006)[11]
- Ahab – The Boats of the "Glen Carrig" (2015)[12]
- Al Stewart – Past, Present, and Future (1973)[13]
- Alan Parsons – The Time Machine (1999)[14]
- The Alan Parsons Project – Tales of Mystery and Imagination (1976)[15]
- The Alan Parsons Project – I Robot (1977)[15]
- The Alan Parsons Project – Pyramid (1978)[15]
- The Alan Parsons Project – Eve (1979)[15]
- The Alan Parsons Project – The Turn of a Friendly Card (1980)[15]
- The Alan Parsons Project – Eye in the Sky (1982)[15]
- The Alan Parsons Project – Ammonia Avenue (1984)[15]
- The Alan Parsons Project – Vulture Culture (1985)[15]
- The Alan Parsons Project – Stereotomy (1985)[15]
- The Alan Parsons Project – Gaudi (1987)[15]
- Alanis Morissette – Jagged Little Pill (1995)[16]
- Alesana – The Emptiness (2010)[17]
- Alesana – Confessions (2015)[18]
- Alesana – A Place Where the Sun Is Silent (2011)[19]
- Alex Cameron – Forced Witness (2017)[20]
- Alex Cameron – Miami Memory (2019)[21]
- Alice Cooper – School's Out (1972)[22]
- Alice Cooper – Billion Dollar Babies (1973)
- Alice Cooper – Welcome to My Nightmare (1975)[23]
- Alice Cooper – Alice Cooper Goes to Hell (1976)[24]
- Alice Cooper – From the Inside (1978)[23]
- Alice Cooper – The Last Temptation (1994)[23]
- Alice Cooper – Along Came a Spider (2008)[23]
- Alice Cooper – Welcome 2 My Nightmare (2011)[25]
- Alice Cooper – Paranormal (2017)[26]
- Alice Cooper – Detroit Stories (2021)[27]
- Alice Cooper – Road (2023)[28]
- Alice in Chains – Dirt (1992)[29]
- Allen Toussaint – Southern Nights (1975)[30][31]
- Alter Bridge – AB III (2010)[32]
- AJR – Neotheater (2019)[33]
- AJR – The Maybe Man (2023)[34]
- Amon Amarth – Jomsviking (2016)[35]
- Anaïs Mitchell – Hadestown (2010)[36]
- Ancient – The Cainian Chronicle (1996)[37]
- Andrew Lloyd Webber – Evita (1976)[38]
- Andy Black – The Ghost of Ohio (2019)[39]
- Andy Shauf - The Party (2016)[40]
- Angels and Airwaves – We Don't Need To Whisper (2006)[41]
- Angels and Airwaves – I-Empire (2007)[42]
- Angels and Airwaves – Love (2010)[43][44]
- Angels and Airwaves – Love: Part Two (2011)[44]
- Angels and Airwaves – The Dream Walker (2014)[45]
- Angra – Temple of Shadows (2004)[46]
- The Antlers – Hospice (2009)[47]
- Aphrodites Child – 666 (1972)[48]
- The Apples In Stereo – Travellers In Space and Time (2010)[49]
- The Appleseed Cast – Mare Vitalis (2000)[50]
- Arcade Fire – Funeral (2004)[51]
- Arcade Fire – Neon Bible (2007)[52]
- Arcade Fire – The Suburbs (2010)[53]
- Arcade Fire – Reflektor (2013)[54]
- Arcade Fire – Everything Now (2017)[55][56]
- Arctic Monkeys – Whatever People Say I Am, That's What I'm Not (2006)[57]
- Arctic Monkeys – Tranquility Base Hotel & Casino (2018)[58]
- Ariana Grande – Eternal Sunshine (2024)
- Armor for Sleep – What to Do When You Are Dead (2005)[59]
- Attack Attack! – This Means War (2012)[60]
- Aurora – A Different Kind of Human (Step 2) (2019)[61]
- Aurora – The Gods We Can Touch (2022)[62]
- The Avalanches – Since I Left You (2000)[63]
- Ava Max – Heaven & Hell (2020)[64]
- Avantasia – The Metal Opera (2001)[65]
- Avantasia – The Metal Opera Part II (2002)[65]
- Avantasia – The Scarecrow (2008)[66]
- Avantasia – The Mystery of Time (2013)[67]
- Avantasia – Ghostlights (2016)[68]
- Avatar – Feathers and Flesh (2016)[69]
- Avatar – Avatar Country (2018)[70]
- Avenged Sevenfold – The Stage (2016)[71]
- Ayreon – The Final Experiment (1995)[65]
- Ayreon – Into the Electric Castle (1998)[65]
- Ayreon – Universal Migrator Part 1: The Dream Sequencer (2000)[65]
- Ayreon – Universal Migrator Part 2: Flight of the Migrator (2000)[65]
- Ayreon – The Human Equation (2004)[65]
- Ayreon – 01011001 (2008)[65]
- Ayreon – The Theory of Everything (2013)[65]
- Ayreon – The Source (2017)[72]
- Ayreon – Transitus (2020)[73]

## B
- B'z – Friends (1992)[74]
- B'z – Friends II (1996)[74]
- B'z – Friends III (2021)[75]
- Babymetal – Metal Galaxy (2019)[76]
- Babymetal – The Other One (2023)[77]
- The Band – The Band (1969)[78]
- Barbra Streisand – Wet (1979)[79]
- Bastille – Doom Days (2019)[80]
- Bastille – Give Me the Future (2022)[81]
- Bastille – "&" (2024)[82]
- Bat for Lashes – The Bride (2016)[83]
- Bathory – Blood on Ice (1996)[84]
- The Beach Boys – Surfin' Safari (1962)[85]
- The Beach Boys – Surfin' U.S.A. (1963)[85]
- The Beach Boys – Surfer Girl (1963)[85]
- The Beach Boys – Little Deuce Coupe (1963)[86][85]
- The Beach Boys – Shut Down Volume 2 (1964)[85]
- The Beach Boys – All Summer Long (1964)[85]
- The Beach Boys – The Beach Boys Today! (1965)[87]
- The Beach Boys – Pet Sounds (1966)[88]
- The Beach Boys – Smile (1966–1967)[88]
- The Beatles – Rubber Soul (1965)[89]
- The Beatles – Revolver (1966)[90]
- The Beatles – Sgt. Pepper's Lonely Hearts Club Band (1967)[53]
- Bee Gees – Odessa (1969)[91]
- Between the Buried and Me – Colors (2007)[92]
- Between the Buried and Me – The Parallax: Hypersleep Dialogues (2011)[93]
- Between the Buried and Me – The Parallax II: Future Sequence (2012)[93]
- Between the Buried and Me – Coma Ecliptic (2015)[94]
- Between the Buried and Me – Automata II (2018)[95]
- Beyoncé – I Am... Sasha Fierce (2008)[96]
- Beyoncé – Lemonade (2016)[97]
- Big K.R.I.T. – Cadillactica (2014)[98]
- Big K.R.I.T. – 4eva Is a Mighty Long Time (2017)[99]
- Big Sean – I Decided (2017)[100]
- Billy Idol – Cyberpunk (1993)[101]
- Billy Joel – The Nylon Curtain (1982) [102]
- Billy Joel – An Innocent Man (1983)[103]
- Billy Woods and Kenny Segal – Maps (2023)[104]
- Björk – Biophilia (2011)[105]
- Björk – Vulnicura (2015)[106]
- Black Country, New Road – Ants from Up There (2022)[107]
- Black Veil Brides – Wretched and Divine: The Story of the Wild Ones (2013)[108]
- Black Veil Brides – Vale (2018)[109]
- Black Veil Brides – The Phantom Tomorrow (2021)[109]
- Blackfield – Blackfield V (2017)[110]
- Blind Guardian – Nightfall in Middle-Earth (1998)[111]
- Blind Guardian – Legacy of the Dark Lands (2019)[112]
- Blink-182 – Take Off Your Pants And Jacket (2001)[113]
- Blink-182 – Blink-182 (2003)[114]
- Blue Man Group – The Complex (2003)[115]
- Blue October – Any Man in America (2010)[116]
- Blue Öyster Cult – Imaginos (1988)[117]
- Blues Traveler – Decisions of the Sky (2000)[118]
- Blur – Modern Life is Rubbish (1993)[119][120]
- Blur – Parklife (1994)[121]
- Bob Johnson & Peter Knight - The King of Elfland’s Daughter (1977)[122]
- Bobby Conn – Rise Up! (1998)[123]
- Bomb the Music Industry! – Vacation (2011)[124]
- Bon Iver – For Emma, Forever Ago (2007)[53]
- Boublil & Schönberg – Les Misérables (1980)[125]
- Boys Night Out – Trainwreck (2005)[126]
- Brakence – Hypochondriac (2022)[127]
- Brendon Small – Brendon Small's Galaktikon (2012)[128]
- Brian Wilson – Smile (2004)[63]
- Bring Me the Horizon – That's the Spirit (2015)[129]
- Bring Me the Horizon – Amo (2019)[130]
- Bring Me the Horizon – Post Human: Nex Gen (2024)[131]
- Britney Spears – Britney Jean (2013)[132]
- Bryan Scary and the Shredding Tears – Flight of the Knife (2008)[133]
- BTS – Map of the Soul: 7 (2020)[63]
- The Buggles – The Age of Plastic (1980)[134]
- Burzum – Dauði Baldrs (1997)[135]
- Burzum – Hliðskjálf (1999)[135]

## C
- Camel – The Snow Goose (1975)[136]
- Camel – Moonmadness (1976)[137]
- Camel – Nude (1981)[138]
- Camel – Stationary Traveller (1984)[138]
- Camel – Harbour of Tears (1996)[139]
- Camper Van Beethoven – New Roman Times (2004)[140]
- Candy Claws – Ceres & Calypso in the Deep Time (2013)[141]
- Caparezza – Le dimensioni del mio caos (2008)[142]
- Caparezza – Il sogno eretico (2011)[143]
- Caparezza – Museica (2014)[144]
- Car Seat Headrest – Twin Fantasy (2011)[145]
- Car Seat Headrest - Teens of Denial (2016)[146]
- Carach Angren – Lammendam (2008)[147]
- Carach Angren – Death Came Through a Phantom Ship (2010)[148]
- Carach Angren – Where the Corpses Sink Forever (2012)[149]
- Carach Angren – This Is No Fairytale (2015)[149]
- The Caretaker – An Empty Bliss Beyond This World (2011)[150]
- The Caretaker – Everywhere at the End of Time (2016–2019)[151]
- Cat System Corp. – News at 11 (2016)[152]
- Catch 22 – Permanent Revolution (2006)[153]
- Cherry Poppin' Daddies – Susquehanna (2008)[154]
- Childish Gambino – Camp (2011)[155]
- Childish Gambino – Because the Internet (2013)[156]
- Childish Gambino – 3.15.20 (2020)[157]
- Christine and the Queens – Redcar les adorables étoiles (prologue) (2022)[158]
- Christine and the Queens – Paranoia, Angels, True Love (2023)[159]
- Christopher Lee – Charlemagne: By the Sword and the Cross (2010)[160]
- Christopher Lee – Charlemagne: The Omens of Death (2013)[161]
- Chumbawamba – Pictures of Starving Children Sell Records (1986)[162]
- Chvrches – Screen Violence (2021)[163]
- Clairo – Sling (2021)[164]
- Clipping. – Splendor & Misery (2016)[165]
- CMX – Talvikuningas (2007)[166]
- Coheed and Cambria – The Second Stage Turbine Blade (2002)[167]
- Coheed and Cambria – In Keeping Secrets of Silent Earth: 3 (2003)[167]
- Coheed and Cambria – Good Apollo, I'm Burning Star IV, Volume One: From Fear Through the Eyes of Madness (2005)[167]
- Coheed and Cambria – Good Apollo, I'm Burning Star IV, Volume Two: No World for Tomorrow (2007)[167]
- Coheed and Cambria – Year of the Black Rainbow (2010)[167]
- Coheed and Cambria – The Afterman: Ascension (2012)[167]
- Coheed and Cambria – The Afterman: Descension (2013)[167]
- Coheed and Cambria – Vaxis – Act I: The Unheavenly Creatures (2018)[167]
- Coheed and Cambria – Vaxis – Act II: A Window of the Waking Mind (2022)[167]
- Cold 187um – The Only Solution (2012)[168]
- Coldplay – Mylo Xyloto (2011)[169]
- Coldplay – Music of the Spheres (2021)[170]
- Conan Gray – Found Heaven (2024)[171]
- Cradle of Filth – Godspeed on the Devil's Thunder (2008)[172]
- Cradle of Filth – Darkly, Darkly, Venus Aversa (2010)[172]
- Creeper – Eternity, in Your Arms (2017)[173]
- Cursive – Domestica (2000)[174]
- Cursive – The Ugly Organ (2003)[175]
- Cursive – Happy Hollow (2006)[176]
- Cynic – Carbon-Based Anatomy (2011)[177]

## D
- Daft Punk – Discovery (2001)[178]
- Danger Doom – The Mouse and the Mask (2005)[179]
- Daniel Liam Glyn – Changing Stations (2016)[180]
- Daniel Liam Glyn – Nocturnes (2020)[181]
- Dave – Psychodrama (2019)
- Dave Greenslade – Cactus Choir (1976)[182]
- David Bowie – The Rise and Fall of Ziggy Stardust and the Spiders from Mars (1972)[183]
- David Bowie – Diamond Dogs (1974)[184]
- David Bowie – Outside (1995)[185]
- David Bowie – Blackstar (2016)[186]
- Deadlock – Manifesto (2008)[187][188]
- The Dear Hunter – Act I: The Lake South, The River North (2006)[189]
- The Dear Hunter – Act II: The Meaning of, and All Things Regarding Ms. Leading (2007)[189]
- The Dear Hunter – Act III: Life and Death (2009)[189]
- The Dear Hunter – The Color Spectrum (2011)[189]
- The Dear Hunter – Act IV: Rebirth in Reprise (2015)[189]
- The Dear Hunter – Act V: Hymns with the Devil in Confessional (2016)[189]
- Death Cab for Cutie – Transatlanticism (2003)[190]
- The Decemberists – The Crane Wife (2006)[191]
- The Decemberists – The Hazards of Love (2009)[192]
- Defeater – Lost Ground (2004)[193]
- Defeater – Travels (2008)[193]
- Defeater – Empty Days & Sleepless Nights (2011)[193]
- Defeater – Letters Home (2013)[193]
- Defeater – Abandoned (2015)[193]
- Deftones – White Pony (2000)[194]
- Deltron 3030 – Deltron 3030 (2000)[195]
- Denzel Curry – TA13OO (2018)[196]
- Denzel Curry – Melt My Eyez See Your Future (2022)[197]
- Devin Townsend – Ziltoid the Omniscient (2007)[198]
- Dexys – One Day I'm Going to Soar (2012)[199]
- Die Ärzte – Le Frisur (1996)[200]
- Dimmu Borgir – In Sorte Diaboli (2007)[201]
- Dio – Magica (2000)[202]
- Dionysos – La Mécanique du Cœur (2007)[203]
- Dominici – O3: A Trilogy (2005)[204]
- Donald Fagen – The Nightfly (1982)[205]
- Donald Fagen – Kamakiriad (1993)[206]
- Donna Summer – Four Seasons of Love (1976)[207]
- Donna Summer – I Remember Yesterday (1977)[208]
- Donna Summer – Once Upon a Time... (1977)[207]
- Dorian Electra – My Agenda (2020)[209]
- Dr. Octagon – Dr. Octagonecologyst (1996)[210]
- Dragonland – Under the Grey Banner (2011)[211]
- Dream Theater – Metropolis Pt. 2: Scenes from a Memory (1999)[212]
- Dream Theater – Six Degrees of Inner Turbulence (2002)[213]
- Dream Theater – Octavarium (2005)[214]
- Dream Theater – The Astonishing (2016)[215]
- Dredg – Leitmotif (1999)[216]
- Dredg – El Cielo (2002)[217]
- Drive-By Truckers – Southern Rock Opera (2001)[63]
- Dropkick Murphys – Going Out in Style (2011)[218]
- Duran Duran – Seven and the Ragged Tiger (1983)[219]

## E
- Eagles – Desperado (1973)[53]
- Eagles – Hotel California (1976)[220]
- The Early November – The Mother, the Mechanic, and the Path (2006)[221]
- Earth Crisis – Salvation of Innocents (2014)[222]
- Ed Kuepper – Jean Lee and the Yellow Dog (2007)[223]
- Edgar Winter – Mission Earth (1986)[224][225]
- Edge of Sanity – Crimson (1996)[226]
- Edge of Sanity – Crimson II (2003)[227]
- Elbow – The Seldom Seen Kid (2008)[228]
- Electric Light Orchestra – Eldorado (1974)[229]
- Electric Light Orchestra – Time (1981)[230]
- Elton John – Tumbleweed Connection (1970)[231]
- Elton John – Captain Fantastic and the Brown Dirt Cowboy (1975)[232]
- Eluveitie –  Helvetios (2012)[233]
- Elvis Costello – The Delivery Man (2004)[234]
- Eminem – Relapse (2009)[235]
- Eminem – The Death of Slim Shady (Coup de Grâce) (2024)[236]
- Enigma – MCMXC a.D. (1990)[237]
- Enigma – The Cross of Changes (1993)[238]
- Enigma – The Fall of a Rebel Angel (2016)[239]
- Epica – The Divine Conspiracy (2007)[240]
- Erykah Badu – New Amerykah Part One (2008)[241]
- Erykah Badu – New Amerykah Part Two (2010)[241]
- Ethel Cain – Preacher's Daughter (2022)[242]
- Evelyn Evelyn – Evelyn Evelyn (2010)[243]
- Everclear – Songs from an American Movie Vol. One: Learning How to Smile (2000)[244]
- Everclear – Songs from an American Movie Vol. Two: Good Time for a Bad Attitude (2000)[244][245]
- Evergrey – In Search of Truth (2001)[246]
- Evermore – Truth of the World: Welcome to the Show (2009)[247]
- Extreme – Extreme II: Pornograffitti (1990)[248]
- Extreme – III Sides to Every Story (1992)[248]

## F
- Fabrizio De André – Tutti morimmo a stento (1968)[249]
- Fabrizio De André – La buona novella (1970)[250]
- Fabrizio De André – Non al denaro non all'amore né al cielo (1971)[251]
- Fabrizio De André – Storia di un impiegato (1973)[252]
- Fairport Convention – Babbacombe Lee (1971)[253]
- Falling Up – Fangs! (2009)[254]
- Fantômas – Suspended Animation (2005)[255]
- Fates Warning – A Pleasant Shade of Gray (1997)[256]
- Father John Misty – I Love You, Honeybear (2015)[257]
- Father John Misty – Pure Comedy (2017)[258]
- Father John Misty – God's Favorite Customer (2018)[259]
- Fear Factory – Demanufacture (1995)[260]
- Fear Factory – Obsolete (1998)[260]
- Fear Factory – The Industrialist (2012)[260]
- Fear Factory – Genexus (2015)[260]
- Fields of the Nephilim – Elizium (1990)[261]
- Fields of the Nephilim – Mourning Sun (2005)[262]
- The Fiery Furnaces – Blueberry Boat (2004)
- The Fiery Furnaces – Rehearsing My Choir (2005)
- The Flaming Lips – Yoshimi Battles The Pink Robots (2002)[263]
- The Flaming Lips – King's Mouth (2019)[264]
- Flaming Youth – Ark 2 (1969)[265]
- Flower Travellin' Band – Satori (1971)[266]
- FM Static – Dear Diary (2009)[267]
- Fontaines DC - Romance (2024) [268]
- Foster the People – Supermodel (2014)[269]
- Foxygen – ...And Star Power (2014)[53]
- Frank Ocean – Channel Orange (2012)[270]
- Frank Ocean – Blonde (2016)[271]
- Frank Sinatra – The Voice of Frank Sinatra (1946)[272]
- Frank Sinatra – Songs for Young Lovers (1954)[273]
- Frank Sinatra – Swing Easy! (1954)[274]
- Frank Sinatra – In the Wee Small Hours (1955)[274]
- Frank Sinatra – Songs for Swingin' Lovers! (1956)[272]
- Frank Sinatra – Where Are You? (1957)[272]
- Frank Sinatra – Come Fly with Me (1958)[272]
- Frank Sinatra – Frank Sinatra Sings for Only the Lonely (1958)
- Frank Sinatra – Come Dance with Me! (1959)
- Frank Sinatra – No One Cares (1959)[275]
- Frank Zappa and The Mothers of Invention – Freak Out! (1966)[276][277]
- Frank Zappa and The Mothers of Invention – We're Only in It for the Money (1968)[278]
- Frank Zappa - Lumpy Gravy (1968)
- Frank Zappa - 200 Motels (1971)
- Frank Zappa – Joe's Garage (1979)[279]
- Frank Zappa – Thing-Fish (1984)
- Frank Zappa - Frank Zappa Meets the Mothers of Prevention (1985)
- Frank Zappa - Civilization Phaze III (1994)
- Frank Zappa - Läther (1996)
- Franz Ferdinand – Tonight (2009)[280]
- Fucked Up – David Comes to Life (2011)[281]
- Fugees – The Score (1996)[282]
- Funeral for a Friend – Tales Don't Tell Themselves (2007)[283]

## G
- Gallows – Grey Britain (2009)[284]
- The Game – Jesus Piece (2012)[285]
- Gatsbys American Dream – Ribbons and Sugar (2003)[286]
- Genesis – From Genesis to Revelation (1969)[287]
- Genesis – The Lamb Lies Down on Broadway (1974)[288]
- Gentle Giant – Three Friends (1972)[289]
- Gentle Giant – Interview (1976)[290]
- The Gentle Storm – The Diary (2015)[291]
- Ghostface Killah – Twelve Reasons to Die (2013)[292]
- Ghostface Killah – 36 Seasons (2014)[293]
- Girls Aloud – Chemistry (2005)[294]
- Glass Animals – Zaba (2014)[295]
- Glass Animals – How to Be a Human Being (2016)[296]
- Glass Animals – Dreamland (2020)[297]
- God Forbid – IV: Constitution of Treason (2005)[298]
- Godspeed You! Black Emperor – Lift Your Skinny Fists Like Antennas to Heaven (2000)[299]
- Gojira – From Mars to Sirius (2005)[300]
- Goldfrapp – Tales of Us (2013)[301]
- The Good Life – Album of the Year (2004)[302]
- The Good, the Bad & the Queen – The Good, the Bad & the Queen (2007)[303]
- The Good, the Bad & the Queen – Merrie Land (2018)[304]
- Gorillaz –  Demon Days (2005)[305]
- Gorillaz – Plastic Beach (2010)[306]
- Gorillaz – Humanz (2017)[307]
- Gorillaz – Cracker Island (2023)[308]
- Graham Coxon – The Spinning Top (2009)[309]
- Grandaddy – The Sophtware Slump (2000)[310]
- Green Carnation – Light of Day, Day of Darkness (2001)[311]
- Green Day – American Idiot (2004)[53]
- Green Day – 21st Century Breakdown (2009)[312]
- Grimes – Geidi Primes (2010)[313]
- Grimes – Miss Anthropocene (2020)[314][315]

## H
- Haken – Aquarius (2010)[316]
- Haken – Visions (2011)[317]
- Halsey – Badlands (2015)[318]
- Halsey – Hopeless Fountain Kingdom (2017)[319]
- Halsey – If I Can’t Have Love, I Want Power (2021)[63]
- Happy End – Kazemachi Roman (1971)[320]
- Harmonium – Les cinq saisons (1975)[321]
- Harmonium – L'heptade (1976)[322]
- Hawkwind – The Machine Stops (2016)[323]
- Hawthorne Heights – Zero (2013)[324]
- The Head and the Heart – The Head and the Heart (2011)[325]
- Helloween – Keeper of the Seven Keys: Part I (1987)[326]
- Helloween – Keeper of the Seven Keys: Part II (1988)[326]
- Herbie Hancock – Maiden Voyage (1965)[327]
- The Hold Steady – Separation Sunday (2005)[328]
- Homy Hogs - Werewolves on Wheels vs. Everything that Moves (1988)
- Hooverphonic – Hooverphonic Presents Jackie Cane (2002)[329]
- Horslips – The Táin (1976)[330]
- House of Heroes – The End is Not the End (2008)[331]
- House of Heroes – Colors (2016)[332]
- Hüsker Dü – Zen Arcade (1984)[333]

## I
- Ice Cube – Death Certificate (1991)[334]
- Iced Earth – Night of the Stormrider (1991)[335]
- Iced Earth – The Dark Saga (1996)[336]
- Iced Earth – Horror Show (2001)[337]
- Iced Earth – The Glorious Burden (2004)[335]
- Iced Earth – Framing Armageddon: Something Wicked Part 1 (2007)[338]
- Iced Earth – The Crucible of Man: Something Wicked Part 2 (2008)[339]
- Insomnium – Winter's Gate (2016)[340]
- IQ – Subterranea (1997)[341]
- Iron Maiden – Seventh Son of a Seventh Son (1988)[342]

## J
- J Balvin – Colores (2020)[63]
- J. Cole – 2014 Forest Hills Drive (2014)[343]
- J. Cole – 4 Your Eyez Only (2016)[344]
- Jack's Mannequin – Everything in Transit (2005)[345]
- Jackson Browne – Running On Empty (1977)[63]
- Jane Remover – Census Designated (2022)[346]
- Janet Jackson – Control (1986)[63]
- Janet Jackson – Janet Jackson's Rhythm Nation 1814 (1989)[347]
- Janet Jackson – The Velvet Rope (1997)[347]
- Janelle Monáe – Metropolis: Suite I (The Chase) (2007)[348]
- Janelle Monáe – The ArchAndroid (2010)[348]
- Janelle Monáe – The Electric Lady (2013)[348]
- Janelle Monáe – Dirty Computer (2018)[348]
- Jazmine Sullivan – Heaux Tales (2021)[349]
- Jay-Z – American Gangster (2007)[53]
- Jeff Wayne – Jeff Wayne's Musical Version of The War of the Worlds (1978)[350]
- Jethro Tull – Thick as a Brick (1972)[351]
- Jethro Tull – A Passion Play (1973)[352]
- Jethro Tull – Too Old to Rock and Roll, Too Young to Die (1975)[353]
- Jethro Tull – Songs from the Wood (1977)[354]
- Jhene Aiko – Trip (2017)[355]
- Joe Jackson – Blaze of Glory (1989)[356]
- John Coltrane – A Love Supreme (1965)[357]
- John Linnell – State Songs (1999)[358]
- Johnny Cash – Songs of Our Soil (1959)[359]
- Johnny Cash – Ride This Train (1960)[360]
- Johnny Cash – All Aboard the Blue Train (1962)[361]
- Johnny Cash – Bitter Tears (1964)[362]
- Johnny Cash – From Sea to Shining Sea (1968)[363]
- Johnny Cash – America: A 200-Year Salute in Story and Song (1972)[364]
- Johnny Cash – The Rambler (1977)[365]
- Jon Anderson – Olias of Sunhillow (1976)[366]
- Jonathan Coulton – Solid State (2017)[367]
- Joyner Lucas – ADHD (2020)[368]
- Judas Priest – Nostradamus (2008)[369]
- Judy Garland – The Letter (1959)[370]

## K
- Kamelot – Epica (2003)[371]
- Kamelot – The Black Halo (2005)[372]
- Kamelot – Silverthorn (2012)[373]
- Kamelot – The Shadow Theory (2018)[374]
- Kanye West – The College Dropout (2004)[375]
- Kanye West – Graduation (2007)[376]
- Kanye West – 808s & Heartbreak (2008)[377]
- Kanye West – My Beautiful Dark Twisted Fantasy (2010)[378]
- Kanye West – Yeezus (2013)[379]
- Kanye West – The Life of Pablo (2016)[380]
- Kanye West – Ye (2018)[381]
- Kanye West – Donda (2021)[382]
- Kate Bush – Hounds of Love (1985)[383]
- Kate Bush –  Aerial (2005)[384]
- Kate Bush –  50 Words For Snow (2011)[385]
- Kayo Dot – Coyote (2010)[386]
- Kekal – The Habit of Fire (2007)[387]
- Kelly Clarkson – Piece By Piece (2015)[388]
- Kendrick Lamar – Section.80 (2011)[389]
- Kendrick Lamar – Good Kid, M.A.A.D City (2012)[53]
- Kendrick Lamar – To Pimp a Butterfly (2015)[390]
- Kendrick Lamar – DAMN. (2017)[391]
- Kendrick Lamar – Mr. Morale & the Big Steppers (2022)[392]
- Kenny Rogers – Gideon (1980)[393]
- Kenny Rogers & The First Edition – The Ballad of Calico (1972)
- Kid Cudi – Man on the Moon: The End of Day (2009)[394]
- Kid Cudi – Man on the Moon II: The Legend of Mr. Rager (2010)[395]
- Kid Cudi – Man on the Moon III: The Chosen (2020)[396]
- Kid Creole and the Coconuts – Fresh Fruit in Foreign Places (1981)[397]
- The Killers — Sam's Town (2007)
- King Crimson – In the Court of the Crimson King (1969)[398][399]
- King Crimson - Beat (1982)[400]
- King Diamond – Abigail (1987)[401]
- King Diamond – "Them" (1988)[401]
- King Geedorah – Take Me To Your Leader (2003)[402]
- King Gizzard and the Lizard Wizard – Eyes Like the Sky (2013)[403]
- King Gizzard and the Lizard Wizard – I'm in Your Mind Fuzz (2014)[404]
- King Gizzard and the Lizard Wizard – Quarters! (2015)[404]
- King Gizzard and the Lizard Wizard – Paper Mâché Dream Balloon (2015)[404][405]
- King Gizzard and the Lizard Wizard – Nonagon Infinity (2016)[406]
- King Gizzard and the Lizard Wizard – Flying Microtonal Banana (2017)[406][407]
- King Gizzard and the Lizard Wizard – Murder of the Universe (2017)[408]
- King Gizzard and the Lizard Wizard – Fishing For Fishies (2019)[409]
- King Gizzard and the Lizard Wizard – Infest the Rat's Nest (2019)[410]
- King Gizzard and the Lizard Wizard – K.G. (2020)[411]
- King Gizzard and the Lizard Wizard – L.W. (2021)[412]
- King Gizzard and the Lizard Wizard – PetroDragonic Apocalypse; or, Dawn of Eternal Night: An Annihilation of Planet Earth and the Beginning of Merciless Damnation (2023)[413]
- King's X – Gretchen Goes to Nebraska (1989)[414]
- The Kinks – Face to Face (1966)[415]
- The Kinks – The Kinks Are the Village Green Preservation Society (1968)[53]
- The Kinks – Arthur (Or the Decline and Fall of the British Empire) (1969)[416]
- The Kinks – Lola Versus Powerman and the Moneygoround, Part One (1970)[417]
- The Kinks – Preservation Act 1 (1973)[418]
- The Kinks – Preservation Act 2 (1974)[419]
- Kiss – Music from "The Elder" (1981)[420]
- Kraftwerk – Autobahn (1974)[421]
- Kraftwerk – Radio-Activity (1975)[422]
- Kraftwerk – Trans-Europe Express (1977)[423]
- Kraftwerk – The Man-Machine (1978)[424]
- Klaatu – Hope (1977)[425]

## L
- Lady Gaga – Harlequin (2024)[426]
- Lana Del Rey – Ultraviolence (2014)[427][428]
- Laura Marling – Once I Was an Eagle (2013)[429]
- Lauryn Hill – The Miseducation of Lauryn Hill (1998)[282]
- Leaves' Eyes – Vinland Saga (2005)[430]
- Lift to Experience – The Texas-Jerusalem Crossroads (2001)[431]
- Lil Yachty – Lil Boat (2016)[432]
- Linkin Park – A Thousand Suns (2010)[433]
- Little Brother – The Minstrel Show (2003)[434]
- Liz Phair – Exile in Guyville (1993)[63]
- Local H – As Good as Dead (1996)[435]
- Local H – Pack Up the Cats (1998)[435]
- Lights – Skin & Earth (2017)[436]
- Logic – The Incredible True Story (2015)[437]
- Logic – Everybody (2017)[438]
- Loïc Nottet – Selfocracy (2017)[439][440]Skabelon:Better source needed
- Lord Huron – Strange Trails (2015)[441]
- Lord Huron – Vide Noir (2018)[442]
- Lorde – Melodrama (2017)[443]
- Lorna Shore – Pain Remains (2022)[444]
- A Lot Like Birds – No Place (2013)[445]
- Lou Reed – Berlin (1973)[446]
- Lou Reed – New York (1989)[447]
- Lou Reed – Magic and Loss (1992)[448]
- Lou Reed – The Raven (2003)[449]
- Lou Reed & Metallica – Lulu (2011)[450]
- Ludo – Broken Bride (2005)[451]
- Lupe Fiasco – Lupe Fiasco's The Cool (2007)[452]
- Lupe Fiasco – Drogas Wave (2018)[453]

## M
- Macabre – Dahmer (2000)[454]
- Mac Miller – Swimming (2018)[455]
- Mac Miller – Circles (2020)[456]
- Madonna – Erotica (1992)[457]
- Madonna – American Life (2003)[458]
- Madonna – Madame X (2019)[459]
- Magdalena Bay - "Imaginal Disk" (2024)[460]
- The Magnetic Fields – 69 Love Songs (1990)[461]
- The Magnetic Fields – 50 Song Memoir (2017)[461]
- Mägo de Oz – Finisterra (2000)[462]
- Mägo de Oz – Gaia (2003)[462]
- Mägo de Oz – Gaia II: La Voz Dormida (2005)[462]
- Mägo de Oz – Gaia III: Atlantia (2010)[462]
- Mai Kuraki – Kimi Omou: Shunkashūtō (2018)[463]
- Makaveli — The Don Killuminati: The 7 Day Theory (1996)[1]
- Make Them Suffer - Old Souls (2015)[464]
- Make Them Suffer - Worlds Apart (2017)[465]
- Manowar – Gods of War (2007)[466]
- Mariah Carey – Me. I Am Mariah... The Elusive Chanteuse (2014)[467]
- Marianas Trench – Masterpiece Theatre (2009)[468]
- Marianas Trench – Ever After (2011)[469]
- Marianas Trench – Astoria (2015)[470]
- Marianas Trench – Phantoms (2019)[471]
- Marillion – Misplaced Childhood (1985)[472]
- Marillion – Clutching at Straws (1987)[473]
- Marillion – Brave (1994)[472]
- Marilyn Manson – Antichrist Superstar (1996)[474]
- Marilyn Manson – Mechanical Animals (1998)[474]
- Marilyn Manson – Holy Wood (2000)[474]
- Marilyn Manson – Born Villain (2012)[475]
- Marilyn Manson – We Are Chaos (2020)[476]
- Marina and the Diamonds – Electra Heart (2012)[477][478]
- The Mars Volta – De-Loused in the Comatorium (2003)[479]
- The Mars Volta – Frances the Mute (2005)[480]
- The Mars Volta – The Bedlam in Goliath (2008)[481]
- Marty Robbins – Gunfighter Ballads and Trail Songs (1959)[482]
- Marty Robbins – More Gunfighter Ballads and Trail Songs (1960)[483]
- Marvin Gaye – What's Going On (1971)[484]
- Marvin Gaye – Here, My Dear (1978)[485]
- Masta Ace – Disposable Arts (2001)[486]
- Masta Ace – A Long Hot Summer (2004)[487]
- Mastodon – Leviathan (2004)[488]
- Mastodon – Blood Mountain (2006)[489]
- Mastodon – Crack the Skye (2009)[490]
- Mastodon – Emperor of Sand (2017)[491]
- Matthew Good – Vancouver (2009)[492]
- Maxwell – Maxwell's Urban Hang Suite (1996)[493]
- Mayhem – A Grand Declaration of War (2000)[494]
- Meat Loaf – Welcome To The Neighborhood (1995)[495]
- Melanie Martinez – Cry Baby (2015)[496]
- Melanie Martinez – K–12 (2019)[497]
- Melanie Martinez – Portals (2023)[498]
- Men Without Hats – Pop Goes the World (1987)
- Merle Travis – Folk Songs of the Hills (1946)[499]
- Meshuggah – Catch Thirtythree (2005)[500]
- Metallica – Master of Puppets (1986)[501]
- MF Doom – Mm..Food (2004)[502]
- MF Grimm – The Hunt for the Gingerbread Man (2007)[503]
- Michael Franti and Spearhead – Stay Human (2001)[504]
- Mike Oldfield – Tubular Bells (1973)[505]
- Mike Oldfield – The Songs of Distant Earth (1994)[506]
- Mike Shinoda – Post Traumatic (2018)[507]
- Millie Jackson – Caught Up (1974)[63]
- The Miracles – City of Angels (1975)[508]
- Miranda Lambert – The Weight of These Wings (2016)[509]
- Miranda Lambert – Palomino (2022)[510]
- The Moody Blues – Days of Future Passed (1967)[511]
- The Moody Blues – In Search of the Lost Chord (1968)[512]
- Mother Mother – The Sticks (2012)[513]
- Mother Mother - Inside (2021)[514]
- Mount Eerie – A Crow Looked at Me (2017)[515]
- The Mountain Goats – Tallahassee (2002)[516]
- The Mountain Goats – The Sunset Tree (2005)[517][518]
- The Mountain Goats – Beat the Champ (2015)[519]
- The Mountain Goats – Goths (2017)[519]
- Mr. Lif – Emergency Rations (2002)[520]
- Mr. Lif – I Phantom (2002)[521]
- Murder by Death – Who Will Survive, and What Will Be Left of Them? (2003)[522]
- Muse – Black Holes and Revelations (2006)[523]
- Muse – The Resistance (2009)[524]
- Muse – Drones (2015)[525]
- My Chemical Romance – Three Cheers for Sweet Revenge (2004)[526]
- My Chemical Romance – The Black Parade (2006)[53]
- My Chemical Romance – Danger Days: The True Lives of the Fabulous Killjoys (2010)[527]

## N
- Nat King Cole – Wild Is Love (1960)[528]
- Natalia Kills – Perfectionist (2011)[529]
- Neal Morse – Testimony (2003)[530]
- Neal Morse – Sola Scriptura (2007)[531]
- Neal Morse – Testimony 2 (2011)[532]
- Nektar – Journey to the Centre of the Eye (1971)[533]
- Neil Young – Greendale (2003)[534]
- Neil Young – Fork in the Road (2009)[535]
- Nelson – Imaginator (1996)[536]
- Neon Neon – Stainless Style (2008)[537]
- Nero – Welcome Reality (2011)[538]
- Neutral Milk Hotel – In the Aeroplane Over the Sea (1998)[523]
- Nevermore – Dreaming Neon Black (1999)[539]
- NF – Mansion (2015)[540]
- NF – Therapy Session (2016)[541]
- NF – Perception (2017)[542]
- NF – The Search (2019)[543]
- NF – HOPE (2023)[544]
- The Nice – Five Bridges (1970)[545]
- Nick Cave and the Bad Seeds – Murder Ballads (1996)[546]
- Nick Cave and the Bad Seeds – Ghosteen (2019)[547]
- Nightwish – Imaginaerum (2011)[548]
- Nightwish – Endless Forms Most Beautiful (2015)[549]
- Nine Inch Nails – The Downward Spiral (1994)[550]
- Nine Inch Nails – The Fragile (1999)[551]
- Nine Inch Nails – Year Zero (2007)[552]
- Nirvana (UK) – The Story of Simon Simopath (1967)[553]
- Nocturnus – The Key (1990)[554]
- Nothing but Thieves – Dead Club City (2023)[555]

## O
- Oasis – Definitely Maybe (1994)[556]
- Oasis – (What's the Story) Morning Glory? (1995)[557]
- The Ocean – Heliocentric (2010)[558]
- The Ocean – Anthropocentric (2010)[558]
- The Ocean – Pelagial (2013)[559]
- The Ocean – Phanerozoic I: Palaeozoic (2018)[560]
- The Ocean – Phanerozoic II: Mesozoic / Cenozoic (2020)[560]
- Of Montreal – The Bird Who Continues to Eat the Rabbit's Flower (1999)[561]
- Opeth – My Arms, Your Hearse (1998)[554]
- Opeth – Still Life (1999)[226]
- Opeth – The Last Will and Testament (2024)[562]
- Orphaned Land – El Norra Alila (1996)[563]
- Orphaned Land – Mabool (2004)[564]
- Orphaned Land – The Never Ending Way of ORWarriOR (2010)[565]
- Orphaned Land – Unsung Prophets and Dead Messiahs (2018)[566]
- Orchestral Manoeuvres in the Dark – Dazzle Ships (1983)[567]
- Osmonds – The Plan (1973)[568]
- Our Lady Peace – Spiritual Machines (2000)[569]
- Outkast – Speakerboxxx/The Love Below (2003)[570]
- Owen Pallett – Heartland (2010)[571]
- Owl City – Cinematic (2018)[572]

## P
- Pain of Salvation – Remedy Lane (2002)[573]
- Pain of Salvation – In the Passing Light of Day (2017)[574]
- Pallas – The Sentinel (1984)[575]
- Pandora's Box – Original Sin (1989)[576]
- Panic! at the Disco – Death of a Bachelor (2016)[577]
- Paradox – Heresy (1989)[578]
- Parliament – Chocolate City (1975)[579]
- Parliament – Mothership Connection (1975)[580]
- Parliament – The Clones of Dr. Funkenstein (1976)[581]
- Parliament – Funkentelechy Vs. the Placebo Syndrome (1977)[582]
- Parliament – Motor Booty Affair (1978)[582]
- Parliament – Gloryhallastoopid (1979)[582]
- Parliament – Trombipulation (1980)[582]
- Paul Kantner/Jefferson Starship – Blows Against The Empire (1970)[583]
- Paul McCartney – Egypt Station (2018)[584]
- Pedro the Lion – Winners Never Quit (2000)[585]
- Pedro the Lion – Control (2002)[586]
- Pepe Deluxé – Queen of the Wave (2012)[587]
- A Perfect Circle – Thirteenth Step (2003)[588]
- A Perfect Circle – Emotive (2004)[589]
- Periphery – Juggernaut: Alpha (2015)[590]
- Periphery – Juggernaut: Omega (2015)[590]
- Pescado Rabioso – Artaud (1973)[591]
- Pharoahe Monch – PTSD (2014)[592]
- Phylicia Rashad – Josephine Superstar (1978)[593]
- Phish – Rift (1993)[594]
- Pink Floyd – The Dark Side of the Moon (1973)[595]
- Pink Floyd – Wish You Were Here (1975)[596]
- Pink Floyd – Animals (1977)[596]
- Pink Floyd – The Wall (1979)[183]
- Pink Floyd – The Final Cut (1983)[596]
- Pink Floyd – The Division Bell (1994)[597][598][599]
- Plan B – The Defamation of Strickland Banks (2010)[600]
- Planet P Project – Pink World (1993)[601]
- The Plot in You - First Born (2011)[602]
- P.O.D. – The Awakening (2015)[603]
- Poe – Haunted (2000)[604]
- Pond – The Weather (2017)[605]
- Porcupine Tree – Voyage 34 (2000)[606]
- Porcupine Tree – Fear of a Blank Planet (2007)[607]
- Porcupine Tree – The Incident (2009)[608]
- The Pretty Things – S.F. Sorrow (1968)[609]
- Primus – Primus & the Chocolate Factory with the Fungi Ensemble (2014)[610]
- Primus – The Desaturating Seven (2017)[611]
- Prince – Love Symbol Album (1992)[612]
- Prince – Art Official Age (2014)[613]
- Prince & The Revolution – Purple Rain (1984)[614]
- Prince Paul – A Prince Among Thieves (1999)[615]
- The Prize Fighter Inferno – My Brother's Blood Machine (2006)[616]
- Protest the Hero – Kezia (2005)[617]
- The Protomen – Act I: The Protomen (2009)[618]
- The Protomen – Act II: The Father of Death (2009)[618]
- Prototype – Catalyst (2012)[619]
- Public Enemy – Fear of a Black Planet (1990)[620]
- Public Service Broadcasting – The Race for Space (2015)[621]
- Public Service Broadcasting – Every Valley (2017)[621]
- Punch Brothers – The Phosphorescent Blues (2015)[622]
- Pyramaze – Legend of the Bone Carver (2006)[623]

## Q
- Quadeca – I Didn't Mean to Haunt You (2022)[624]
- Queensrÿche – Operation: Mindcrime (1988)[625]
- Queensrÿche – Operation: Mindcrime II (2006)[626]
- Queensrÿche – American Soldier (2009)[627]
- Queens of the Stone Age – Songs for the Deaf (2002)[53]

## R
- R. Kelly – Trapped in the Closet (2005)[450]
- Radiohead – Kid A (2000)[63]
- Raekwon – Only Built 4 Cuban Linx... (1995)[628]
- Raekwon – Only Built 4 Cuban Linx... Pt. II (2009)[629]
- Raffi – Raffi Radio (1995)[630][631]
- Randy Newman – Good Old Boys (1974)[632]
- Randy Newman – Randy Newman's Faust (1995)[633]
- Raphael Saadiq – Jimmy Lee (2019)[63]
- Rasputina – Oh Perilous World! (2007)[634]
- Raveena – Asha's Awakening (2022)[635]
- Ray Charles – The Genius Hits the Road (1960)[636]
- The Receiving End of Sirens – The Earth Sings Mi Fa Mi (2007)[637]
- Renaissance – Scheherazade and Other Stories (1975)[638]
- Return To Forever – Romantic Warrior (1976)[639]
- Rhapsody – Legendary Tales (1997)[640]
- Rhapsody – Symphony of Enchanted Lands (1998)[640]
- Rhapsody – Dawn of Victory (2000)[640]
- Rhapsody – Rain of a Thousand Flames (2001)[640]
- Rhapsody – Power of the Dragonflame (2002)[640]
- Rhapsody – Symphony of Enchanted Lands II: The Dark Secret (2004)[640]
- Rhapsody of Fire – Triumph or Agony (2006)[640]
- Rhapsody of Fire – The Frozen Tears of Angels (2010)[640]
- Rhapsody of Fire – From Chaos to Eternity (2011)[641]
- Rich Mullins – A Liturgy, a Legacy, & a Ragamuffin Band (1993)[642]
- Rick Wakeman – The Six Wives of Henry VIII (1973)[643]
- Right Away, Great Captain – The Bitter End (2006)[644]
- Right Away, Great Captain – The Eventually Home (2008)[644]
- Right Away, Great Captain – The Church of the Good Thief (2012)[644]
- Rising Appalachia – The Lost Mystique of Being in the Know (2021)[645]
- Riverside – Love, Fear and the Time Machine (2015)[646]
- Robin Thicke – Paula (2014)[647][450]
- Roger Waters – The Pros and Cons of Hitch Hiking (1984)[648]
- Roger Waters – Radio K.A.O.S. (1987)[649]
- Roger Waters – Amused to Death (1992)[650]
- Roger Waters – Is This the Life We Really Want? (2017)[651]
- The Roots – Undun (2011)[652]
- The Roots – ...And Then You Shoot Your Cousin (2014)[653]
- Rosalía – Los ángeles (2017)[654]
- Rosalía – El mal querer (2018)[655]
- Rosalía – Motomami (2022)[656]
- Rosanne Cash – The River & the Thread (2014)[657]
- Royal Hunt – The Mission (2001)[658]
- Rush – Clockwork Angels (2012)[659]
- RZA – Bobby Digital in Stereo (1998)[660]
- Røde Mor – Hjemlig hygge (1976)

## S
- Sabaton – The Art of War (2008)[661]
- Sabaton – Carolus Rex (2012)[662][663]
- Sabaton – Heroes (2014)[664]
- Sabaton – The Last Stand (2016)[665]
- Sabaton – The Great War (2019)[666]
- Sabaton – The War to End All Wars (2022)[667]
- Sabbat – Dreamweaver (Reflections of Our Yesterdays) (1989)[668]
- Saga – The Chapters Live (2005)[669]
- Sarah Brightman – Dive (1993)[670]
- Savatage – Streets: A Rock Opera (1991)[671]
- Say Anything – In Defense of the Genre (2007)[672]
- Scorpions – Humanity: Hour I (2007)[673]
- Sepultura – Roots (1996)[674]
- Sepultura – Dante XXI (2006)[675]
- Sepultura – A-Lex (2009)[676]
- Sepultura – Kairos (2011)[677]
- Serge Gainsbourg – Histoire de Melody Nelson (1971)[678]
- Serge Gainsbourg – Rock Around the Bunker (1975)[679]
- Serge Gainsbourg – L'Homme à tête de chou (1976)[680]
- Senses Fail – Still Searching (2006)[681]
- Seventh Wonder – Mercy Falls (2008)[682]
- Sex Pistols - The Great Rock 'n' Roll Swindle (1979)
- Shadow Gallery – Room V (2005)[683]
- Shinedown – Attention Attention (2018)[684]
- Shinedown – Planet Zero (2022)[685]
- Showbread – Anorexia (2008)[686]
- Showbread – Nervosa (2008)[686]
- Silverstein – A Shipwreck in the Sand (2009)[687]
- Silverstein – This Is How the Wind Shifts (2013)[688]
- Silverstein – I Am Alive in Everything I Touch (2015)[689]
- Simon & Garfunkel – Bookends (1968)[690]
- Sixx:A.M. – The Heroin Diaries Soundtrack (2007)[691]
- Sly and the Family Stone – There's a Riot Goin' On (1971)[63]
- The Smashing Pumpkins – Mellon Collie and the Infinite Sadness (1995)[692]
- The Smashing Pumpkins – Machina/The Machines of God (2000)[693]
- The Smashing Pumpkins – Machina II/The Friends & Enemies of Modern Music (2000)[694]
- The Smashing Pumpkins – Teargarden by Kaleidyscope  (2009–2014)[695]
- The Smashing Pumpkins – Oceania (2012)[695]
- Solefald – Pills against the Ageless Ills (2001)[696]
- Solefald – An Icelandic Odyssey (2005–2006)[697]
- Sorten Muld – Jord, Luft, Ild, Vand (2002)[698]
- Spock's Beard – Snow (2002)[699]
- Starset – Transmissions (2014)[700]
- Stephen Sanchez — Angel Face (2023)[701]
- Steven Wilson – The Raven That Refused to Sing (And Other Stories) (2013)[702][703]
- Steven Wilson – Hand. Cannot. Erase. (2015)[704]
- Sticky Fingaz – Black Trash: The Autobiography of Kirk Jones (2001)[705]
- Stone Sour – House of Gold & Bones – Part 1 (2013)[706]
- Stone Sour – House of Gold & Bones – Part 2 (2013)[706]
- Stratovarius – Visions (1997)[707]
- The Streets – A Grand Don't Come for Free (2004)[708]
- Styx – The Grand Illusion (1977)[709]
- Styx – Paradise Theatre (1981)[710]
- Styx – Kilroy Was Here (1983)[711]
- Styx - The Mission (2017)[712]
- Suede – Night Thoughts (2016)[713]
- Sufjan Stevens – Michigan (2003)[714]
- Sufjan Stevens – Seven Swans (2004)[715]
- Sufjan Stevens – Illinois (2005)[714]
- Sufjan Stevens – Carrie & Lowell (2015)[716]
- Sufjan Stevens – A Beginner's Mind (2021)[717]
- Super Furry Animals – Hey Venus! (2007)[718]
- Swans – Soundtracks for the Blind (1996)[719]
- Symphony X – V: The New Mythology Suite (2000)[554]
- Symphony X – Paradise Lost (2007)[720]
- Symphony X – Iconoclast (2011)[721]
- System of a Down – Mezmerize (2005)[722]
- System of a Down – Hypnotize (2005)[723]
- SZA – Ctrl (2017)[724]

## T
- Talking Heads – Fear of Music (1979)[725]
- Talking Heads – Naked (1988)[726]
- Tally Hall – Good & Evil (2011)[727]
- Tandy & Morgan – Earthrise (1985)[728]
- Taproot – The Episodes (2012)[729]
- Taylor Swift – Speak Now (2010)[730]
- Taylor Swift – Reputation (2017)[731]
- Taylor Swift – Folklore (2020)[732][733]
- Taylor Swift – Evermore (2020)[734]
- Taylor Swift – Midnights (2022)[735]
- Taylor Swift – The Tortured Poets Department (2024)[736]
- Tears for Fears – The Hurting (1983)[737]
- Thrice – The Alchemy Index (2007–2008)[738]
- Thirty Seconds to Mars – 30 Seconds to Mars (2002)[739]
- Thirty Seconds to Mars – This Is War (2009)[740]
- Thirty Seconds to Mars – Love, Lust, Faith and Dreams (2013)[741]
- T.I. – T.I. vs. T.I.P. (2007)[742]
- Toni Braxton & Babyface – Love, Marriage & Divorce (2014)[63]
- Tool – Lateralus (2001)[743]
- Tori Amos – Strange Little Girls (2001)[744]
- Tori Amos – Scarlet's Walk (2002)[745]
- Tori Amos – American Doll Posse (2007)[746]
- Tori Amos – Night of Hunters (2011)[747]
- Trazendo a Arca – Salmos e Cânticos Espirituais (2009)[748]
- Trivium – In the Court of the Dragon (2021)[749]
- The Tubes – The Completion Backward Principle (1981)[750]
- Twenty One Pilots – Blurryface (2015)[751]
- Twenty One Pilots – Trench (2018)[752]
- Twenty One Pilots – Scaled and Icy (2021)[753][754]
- Twenty One Pilots – Clancy (2024)[755][756]
- Tyler, the Creator – Bastard (2009)[757]
- Tyler, the Creator – Goblin (2011)[757]
- Tyler, the Creator – Wolf (2013)[757]
- Tyler, the Creator - Flower Boy (2017)[758]
- Tyler, the Creator – Igor (2019)[759]
- Tyler, the Creator - Chromakopia (2024) [760]

## U
- Ulver – Nattens madrigal (1997)[761]
- Underscores – Wallsocket (2023)[762]
- Unleash the Archers – Apex (2017)[763]
- Unleash the Archers – Abyss (2020)[763]
- Urge Overkill – Exit the Dragon (1995)[764]
- Usher – Confessions (2004)[765]
- Utopia – Deface the Music (1980)[766]

## V
- The Vaccines – Back in Love City (2021)[767]
- Vektor – Terminal Redux (2016)[768]
- Venom – At War with Satan (1984)[769]
- Vendetta Red – Sisters of the Red Death (2005)[770]
- Viktor Vaughn – Vaudeville Villain (2003)[771]
- Vision Eternel – Echoes from Forgotten Hearts (2015)[772][773]
- Vision Eternel – For Farewell of Nostalgia (2020)[774][775]
- Voivod – The Wake (2018)[776]
- Volbeat – Outlaw Gentlemen & Shady Ladies (2013)[777]

## W
- W.A.S.P. – The Crimson Idol (1992)[606]
- The Weeknd – After Hours (2020)[778][779]
- The Weeknd – Dawn FM (2022)[780]
- The Weeknd – Hurry Up Tomorrow (2025)[781]
- Ween – The Mollusk (1997)[782]
- Weezer – Pinkerton (1996)[783]
- Weezer – Weezer (White Album) (2016)[784]
- Willie Nelson – Yesterday's Wine (1971)[785]
- Willie Nelson – Shotgun Willie (1973)[786]
- Willie Nelson – Phases and Stages (1974)[786]
- Willie Nelson – Red Headed Stranger (1975)[787]
- Will Wood – The Normal Album (2020)[788]
- Within Temptation – The Unforgiving (2011)[789]
- Whitechapel – The Somatic Defilement (2007)[790]
- Whitechapel – The Valley (2019)[791]
- Whitechapel – Kin (2021)[792]
- The Who – The Who Sell Out (1967)[793]
- The Who – Tommy (1969)[183]
- The Who – Quadrophenia (1973)[53]
- The Wonder Years – No Closer to Heaven (2015)[794]
- Woody Guthrie – Dust Bowl Ballads (1940)[88]
- Wyclef Jean – Wyclef Jean Presents The Carnival (1997)[795]

## X
- XTC – Skylarking (1986)[63]
- Xzibit – Man vs. Machine (2002)[796][797][798]

## Y
- Yes – Tales from Topographic Oceans (1973)[799]
- Yoko Ono – Starpeace (1985)[800][801][802]

## Z
Tekst mangler, hjælp os med at skrive teksten

## Æ
Tekst mangler, hjælp os med at skrive teksten

## Ø
- Østkyst Hustlers – Verdens længste rap (1995)[803]

## Å
Tekst mangler, hjælp os med at skrive teksten